# Бетц, Жан
Жан Бетц (фр. Jean Beetz, 1927 — 1991) — квебекский преподаватель, адвокат и судья.

## Биография
Получил юридическое образование в Монреальском университете, а в Оксфордском университете получал стипендию Родса.
В 1953 он стал преподавателем юридического факультета Монреальского университета. Он преподавал там 20 лет, а с 1968 по 1970 занимал пост декана факультета.
Он был также специальным советником премьер-министра Канады Пьера Эллиота Трюдо по конституционным вопросам.
В 1973 был назначен судьёй Апелляционного суда Квебека, а на следующий год — судьёй Верховного суда Канады.

## Награды
- 1973: Член Королевского общества Канады
- 1977: Doctorat honoris causa Монреальского университета
- 1989: Компаньон Ордена Канады